# Lend Me Your Comb
Lend Me Your Comb est une chanson écrite par Kay Twomey (en), Fred Wise (en) et Ben Weisman (en). Elle est originellement publiée en face B du single Glad All Over de Carl Perkins, sorti en décembre 1957 par le label Sun Records.

## Historique
Glad All Over / Lend Me Your Comb est le dernier single sur Sun Records du « The Rockin' Guitar Man » tel qu'est décrit Perkins sur l'étiquette du 45 tours. Le chanteur américain de rockabilly interprète Lend Me Your Comb accompagné de son frère Jay.

### Les Beatles
Pistes inédites de Anthology 1
One After 909 Moonlight Bay
Elle est reprise par les Beatles et souvent jouée sur scène à Liverpool et à Hambourg. Enregistrée le 2 juillet 1963, dans un studio de la BBC à Maida Vale à Londres, pour l'émission Pop Go the Beatles (en) du 16 juillet, elle est chantée en duo par John Lennon et George Harrison alors que Paul McCartney chante le pont. Non retenu pour le premier album des enregistrements de la BBC publié l'année auparavant, cet enregistrement parait dans Anthology 1 en 1995 et, en 2013, il est remastérisé et inclus dans l'album On Air - Live at the BBC Volume 2.
On peut également l'entendre sur le bootleg des Beatles Live! at the Star-Club in Hamburg, Germany; 1962 publié en 1977.
McCartney a également interprété la chanson avec Carl Perkins dans une prestation filmée en 1993 intitulée Old Friend, tandis que Lennon l'a enregistrée pour son court métrage de 1971 intitulé Clock[réf. nécessaire].

## Autres versions
La chanson est également entendue dans la réédition du film The Outsiders originellement paru en 1983[réf. nécessaire].
D'autres artistes l'ont aussi interprété, y compris:
- Vince Eager
- Carol Hughes avec Hugo Peretti and his Orchestra, 1957, Roulette Records 4041
- Git Gone Boys
- Bernie Nee
- Rory Storm and the Hurricaines
- Hoodoo Gurus
- Roddy Jackson
- The Vargas Brothers
- The Reason
- The Aspreys
- Mojo Filter
- The Blue Jays

## Sources
- Perkins, Carl, et David McGee. Go, Cat, Go!: The Life and Times of Carl Perkins, The King of Rockabilly. Hyperion Press, 1996.  (ISBN 0-7868-6073-1)
- Morrison, Craig. Go Cat Go!: Rockabilly Music and Its Makers. University of Illinois Press, 1998.